# Палатки (Харьковская область)
Палатки (укр. Палатки) — поселок,
Староверовский сельский совет,
Нововодолажский район,
Харьковская область, Украина.
Код КОАТУУ — 6324285504. Население по переписи 2001 года составляет 863 (384/479 м/ж) человека.

## Географическое положение
Поселок Палатки находится между реками Камышеваха и Берестовенька.
На расстоянии в 0,5 км расположено село Слобожанское.
Рядом проходят автомобильные дороги М-18 и Т-2118.
Через село проходит железная дорога, станция Власовка.

## Экономика
- ООО «Власовский мирошник».
- ЗАО «Власовский комбинат хлебопродуктов».
- Харагропром, ООО.
- Садовое товарищество «Соловьиная роща».

## Объекты социальной сферы
- Фельдшерско-акушерский пункт.

## Достопримечательности
- Братская могила жертвам фашизма. 1943 г.
- Братская могила советских воинов. 1943 г.